# フェルナンド・オリヴィエ
フェルナンド・オリヴィエ（仏: Fernande Olivier、1881年6月6日 – 1966年1月29日）は、フランスの芸術家、美術モデル。
パブロ・ピカソのモデルおよび最初のミューズであったことや、ピカソとの関係を綴った著書で知られる。ピカソはオリヴィエの肖像画を60点以上描いた。
ピカソの恋人として、ピカソのバラ色の時代と呼ばれる青の時代に続く時代の華やかな画風の中心的人物である。
虐待を受け、元夫のもとを離れパリでアートモデルとして働く中、ピカソに出会った人物で、有名になる前のピカソを知る数少ない人物でもある。